# Fanned Frets
Fanned Frets kallas den konstruktion av band på en gitarr eller elbas där banden istället för att vara parallella är formade som en solfjäder. Längst ute på halsen lutar banden skarpt utåt, ju längre in man går på halsen desto mer vinklat inåt blir istället banden. Det tolfte bandet, där strängens oktav ligger, är bandet vinkelrätt mot mot halsen som på ett vanligt instrument. Banden lutar gradvis, spegelvänt i jämförelse med den yttre delen av halsen, och vid de banden närmast kroppen lutar banden skarpt inåt. Denna konstruktion har flera fördelar, för det första så ger den bättre ljud, ljudet blir jämnare mellan olika strängar i både styrka och karaktär. För det andra så blir strängarna mer lättspelade, eftersom de tjockaste strängarna blir längre så kan man också spänna dem hårdare vilket gör att motståndet som strängarna ger är jämnare(på vanliga femsträngade basar tenderar den lägsta strängen att bli för ospänd och man blir därför tvungen att spela mer försiktigt på strängen). Det är dock inte bara de lägsta strängarna som påverkas utan även den höga G-strängen får ett mjukare ljud då man inte behöver spänna den lika hårt. Fanned Frets ger alltså instrumentet ett mer jämnt ljud och gör det mer lättspelat om man ser till att spela på strängarna.